# Полоцка кнежевина
Полоцка кнежевина (блр. По́лацкае кня́ства; лат. Polocensis Ducatus), такође позната и као Полоцка Русија, је била средњевековна кнежевина старих источних Словена. Порекло и време оснивања није тачно одређено. Руски летописи помињу да је Полоцк освојио Владимир I Велики, а након тога је повезан са династијом Рјуриковича и Кијевском Русијом.
Кнежевина је наводно основана око старог града Полоцка у данашњој Белорусији од стране племенске уније Кривича. У другој половини 10. века, Полоцком је владала његова сопствена династија; његов први владар који се помиње у летописима је полулегендарни Рогволод (?–978), боље познат као отац Рогњеде Рогволодовне. Кнежевина је била веома умешана у неколико криза око наслеђивања током 11. и 12. века, и у рат са Новгородском земљом. До 13. века је припојена Великој кнежевинни Литванији.
У периоду када је била највећа, Кнежевина се простирала преко великих делова данашње северне и централне Белорусије и мањег дела данашње југоисточне Летоније, укључујући (поред самог Полоцка) следеће градове: Витебск, Друцк, Минск, Изјаслав (данас Заславје), Лагојск, Барисав, Брахислав (данас Браслав), Кокнесе) и друге.

## Историја

### Порекло
У историјским изворима не постоји забележен тачан тренутак формирања Кнежевине; вероватно се радило о еволутивном процесу. 862. године, Полоцк је први пут поменут у Повести минулих лета као град у Новгородској земљи, уз Муром и Белозјорск. Првобитно, Полоцком кнежевином је владала локална династија а не управник постављен из Кијева. Локална власт је била резултат локалне политичке еволуције у старословенском племенском савезу Кривича.
Полоцк је други пут поменут читав век касније, 980, када је његов владар био варјашки војсковођа, Рогволод. Летописи наводе да је он у Полоцк дошао „преко мора”, што је био уобичајени израз којим су описивани Варјази. Рогволод је био активан учесник борби за власт у Кијевској Русији.
972, након што је кијевски кнез Свјатослав I умро, дошло је до борбе за власт између његова два сина: кнеза Новгорода Вларимир и кнеза Кијева Јарополка. Обојица су се надала да ће добити политичку и војну подршку Полоцка. Како би осигурао ову подршку, Владимир је запросио Рогволодову ћерку Рогњеду. Она је одбила просидбу, чиме се Полоцк сврстао на страну Јарополка. Владимир је затим повео рат против Полоцка. Према сликовитим легендама забележеним у Повести минулих лета, Владимир је заузео град, силовао Рогњеду пред њеним родитељима, а затим побио целу њену породицу и спалио град. Рогњеда је одведена у Кијев да би постала Владимирова жена, чиме је локална династија угашена.
Након што је Владимир примио хришћанство 988. и узео Ану Византинску за своју жену, морао је да се разведе од свих својих претходних супруга, укључујући Рогњеду. Рогњеда се замонашила и узела име Анастасија, а затим су она и њен син Ижјаслав прогнани назад у полоцке земље. Тако је кнежевина обновљена али са највишом граном династије Рјуриковича на локалном трону. Од овог времена, земље кнежевине су хришћанске (православне).

### Тежња ка независности
Године 1001, Ижјаслава је наследио његов син, Брјачислав Полоцки. Под његовим вођством, Полоцк је поккушао да се дистанцира од Кијева. Тензије је појачала чињеница да, по источнословенским правилима наслеђивања, како је Ижјаслав умро пре свог оца, а никада није владао Кијевом, његови потомци из Куће Полоцка су изгубили право на кијевски трон. 1020, Брјачислав је опљачкао Новгород али је затим изгубио од свог стрица, Јарослава Мудрог, и морао да се одрекне неких својих других поседа.
Током наредна два века, Полоцком кнежевином су управљали наследници Ижјаслава. Све остале земље Кијевске Русије су биле под влашћу кнежева који су били потомци Јарослава Мудрог.
Златно доба средњевековног Полоцка је повезано са владавином Брјачиславовог сина, Всеслава (1044–1101). Он је искористио грађанске ратове у Кијеву да успостави своју независност. У овом периоду, Полоцк је постао трговински центар који је служио као транзитна тачка између осталих делова Кијевске Русије и Скандинавије. Такође је своју независност учврстио балансирањем између Кијева, Новгорода и Варјага. Савремене скандинавске саге су описивале град као најјаче утврђени у целој Кијевској Русији. Већину времена, потомци Ижјаслава су владали Полоцком кнежевином независно од великог кнеза Кијевске Русије, само формално признавајући власт Рјуриковича. Након касног 10. века, Полоцк је такође био успешан у колонизовању земаља својих западних суседа, предака данашњих Летонаца и Литванаца. У раном 13. веку, витезови Тевтонци су преузели власт над Летонцима из руку Полоцка, али историјске везе са Литванцима су биле много јаче и трајале су још 700 година, мада је доминантна страна у овом односу ускоро постала Литванија. Последњи пагани Европе, храбри и вешти ратници, Литванци су првобитно служили као помоћне трупе Полоцка у ратовима са витезовима Тевтонцима и другим источнословенским кнежевинама; али од 1183. су одбили послушност метрополи и успоставили сопствену државу.
Црква Свете Софије у Полоцку – коју је изградио Всеслав између 1044. и 1066 – била је симбол тежње ка независности Полоцка, као конкуренција црквама истог имена у Новгороду и Кијеву, названа по оригиналној Аја Софији у Константинопољу (и стога претендујући на царски престиж, ауторитет и суверенитет).

### Пад
Након пораза на реци Немиги и привременог заточеништва, Всеслав је умро, а Кнежевина је подељена између његових синова. Полоцк је расцепкан на мање територије – Минска кнежевина, Витебска кнежевина, Друцка кнежевина, Јерсичка кнежевина и Кокнешка кнежевина. Локални кнезови су водили ратове између себе, покушавајући да преузму контролу над Полоцком. Коначно, владари Витебске кнежевине су изашли као победници. Током кратких периода, суседна Смоленска кнежевина је такође контролисала неке делове Полоцке кнежевине.
Почевши од средине 12. века, дошло је до промена у земљама западно од Кнежевине. Тврђава у Риги је постала главна војна база Ливонијског братства мача. 1209, немачки крсташи су освојили Јерсичку и Кокнешку кнежевину на југоистоку данашње Летоније, која су претходно била под контролом Полоцка, што је натерало Полоцк да допусти слободан транзит немачких трговаца 1212.
Анали потврђују савез и заједничке војне походе Полоцка и Литваније.

Полоцка кнежевина је избегла монголску инвазију на кијевску Русију 1237–1239. Међутим, пагански Литванци су почели да консолидују земље кнежевине, и 1240, Полоцк је постао део Велике кнежевине Литваније. Званично је постао део Литваније 1307, мада је задржао одређени степен локалне аутономије до 1390-их. Тада је Кнежевина укинута и Плоцк је постао део Полоцког војводства.